# Čađavica Gornja (miasto Bijeljina)
Čađavica Gornja (cyr. Чађавица Горња) – wieś w Bośni i Hercegowinie, w Republice Serbskiej, w mieście Bijeljina. W 2013 roku liczyła 676 mieszkańców.